# جيتباك (مشروع فايرفوكس)
 كانت Jetpack مجموعة عمل قامت بكتابة مجموعة أدوات لتطوير برامج الوظائف الإضافية لفايرفوكس . قاموا بإنتاج SDK الوظيفة الإضافية ومجموعة من واجهات برمجة التطبيقات ووقت التشغيل وأداة سطر الأوامر لإنشاء الوظائف الإضافية وتشغيلها و Add-on Builder وهي بيئة تطوير متكاملة قائمة على الويب تستخدم SDK.
تمت كتابة الوظائف الإضافية التي تم تطويرها باستخدام SDK في HTML وCSS وJavaScript باستخدام اصطلاحات كومون جي إس . لم يطلبوا من المستخدم إعادة تشغيل Firefox عندما تم تثبيته أو إلغاء تثبيته. كانت واجهات برمجة التطبيقات الخاصة بـ SDK عالية المستوى، وموجهة نحو المهام، ومصممة لعزل المطورين من التغييرات عبر إصدارات Firefox.
قام Mozillians الذين يديرون المشروع بصنع أداة تسمى Jetpack Prototype. لا تتوافق واجهات برمجة التطبيقات المقدمة من Jetpack Prototype مع SDK الإضافية.

## روابط خارجية
- Jetpack صفحة المشروع
- منشئ الوظيفة الإضافية و SDK
- وثائق SDK الإضافية نسخة محفوظة 7 يناير 2014 على موقع واي باك مشين.